# Gilsa (Schwalm)
Die Gilsa ist ein 20,9 km langer, westlicher und orographisch linker Zufluss der Schwalm im nordhessischen Schwalm-Eder-Kreis (Deutschland).

## Name
Der Name leitet sich vom germanischen *gila-/*gil(j)ō ab, das mit dem altnordischen gil 'Bergkluft', altenglischen geol 'Schlund, Schlucht' und dem schweizerdeutschen Gill bzw. Gillen 'Graben, Vertiefung' verwandt ist. Die Benennung nahm also Bezug auf die bergige Landschaft am Oberlauf.

## Verlauf
Die Gilsa entspringt in den Gilserberger Höhen südlich von Gilserberg knapp außerhalb des Naturparks Kellerwald-Edersee. Ihre Hauptquelle, der Witgenhainer Born bei der Wüstung Witgenhain, befindet sich auf der Nordflanke der 432,6 m ü. NHN hohen und mit ihrem Westgipfel (ca. 428 m) die Rhein-Weser-Wasserscheide berührenden Kalten Hainbuche. Ihr Flusslauf lässt sich in drei Abschnitte untergliedern.
Zunächst durchfließt die Gilsa in ihrem Oberlauf in vorwiegend nördlicher Richtung in den Norden der Gilserberger Höhen, wo ihr im Ort Gilserberg mehrere Bäche zufließen. Fortan verläuft sie innerhalb des Naturparks Kellerwald-Edersee, wo sie nach weiteren 3 Kilometern Richtung Norden an der Burgruine Schönstein den Südwestausläufer des Löwensteiner Grunds erreicht, der die Gilserberger Höhen nach Norden vom Kellerwald trennt.

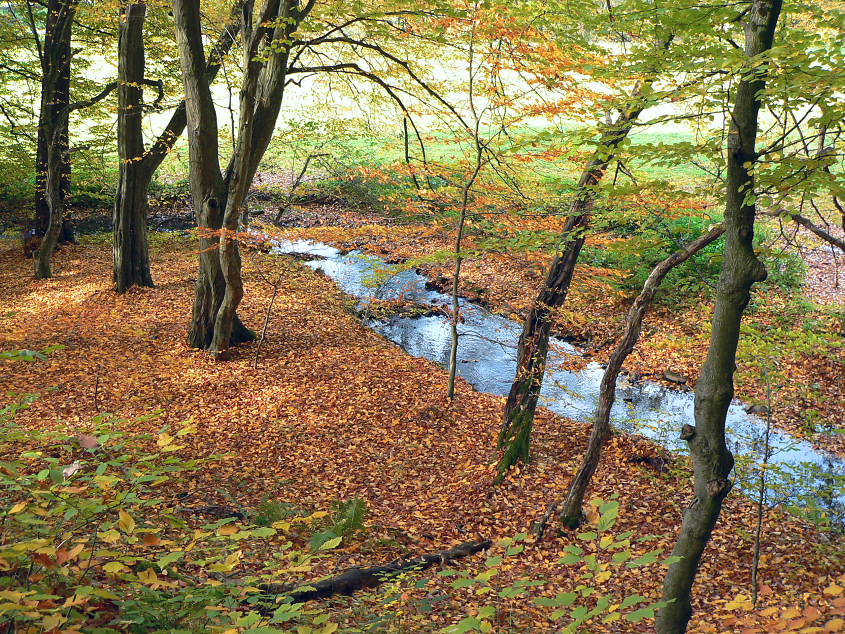
Die Gilsa unterhalb der Burgruine Schönstein

Nachdem die Burgruine Schönstein im Uhrzeigersinn umflossen ist, folgt die Gilsa dem Löwensteiner Grund in ostnordöstlicher Richtung, um in engem Talbereich Densberg zu durchfließen. Hier befindet sich an ihrem rechten bzw. südlichen Ufer der Höhenzug Hemberg mit dem Hundskopf (470,6 m), dessen Steilhänge (im Bereich des Schloßbergs mit der Burgruine Schönstein, westlich von Densberg sowie zwischen Densberg und Jesberg) direkt bis an die Gilsa reichen. Dem entgegen steigt die Landschaft von ihrem linken sowie insbesondere ihrem nördlichen Ufer eher allmählich zu den deutlich höheren Gipfeln des Kellerwalds hin an: Westlich des Flüsschens erhebt sich der Jeust (ca. 585 m) und nördlich der Gilsa der Hohe Keller mit dem Wüstegarten (675,3 m) und dem Hunsrück (635,9 m).
Durch diesen engen Teil des Gilsatals führte im Mittelalter eine bedeutende Durchgangsstraße, die von den Burgen Schönstein, Densberg und Jesberg geschützt wurde.
In Jesberg unterquert die Gilsa die Bundesstraße 3, wobei sie den Naturpark Kellerwald-Edersee verlässt, und erreicht dann den Löwensteiner Grund, einen Ausläufer der Schwalmebene. Hier durchfließt sie in der Gemeinde Neuental den Ortsteil Gilsa und mündet danach beim Ortsteil Bischhausen in die Schwalm.

## Hydrologie, Einzugsgebiet und Zuflüsse
Unterhalb von Jesberg bzw. der „B 3“ wird die Gilsa als Fließgewässer der II. Ordnung geführt. Der zuständige Unterhaltungsverband ist der Wasserverband Schwalm in Homberg. Das Einzugsgebiet der Gilsa, das zu jenem der Eder gehört, ist laut dem Gewässerkundlichen Flächenverzeichnis Land Hessen 93,595 km² groß. Zu ihren Zuflüssen gehören – flussabwärts betrachtet – unter anderem Norde, Koppbach, Treisbach und Michelbach I und Michelbach II.

## Tourismus

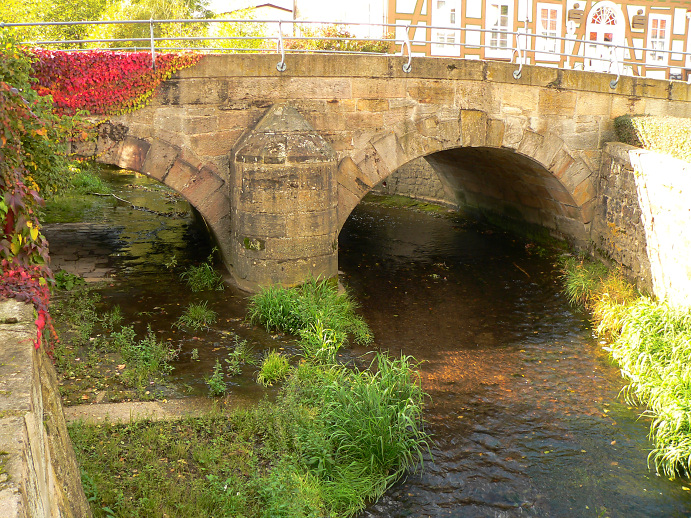
Alte Steinbrücke über die Gilsa in Jesberg

Sehenswert sind im Gilsatal die Reste der oben erwähnten Burgen Schönstein, Densberg und Jesberg und die „Drei Höfe“ in Neuental-Gilsa des Adelsgeschlechts von und zu Gilsa am Unterlauf des Flusses. Die ausgedehnten Wälder im Naturpark Kellerwald-Edersee laden zu Wanderungen ein. Ein beliebtes Ziel ist der Kellerwaldturm auf dem Wüstegarten, der vom Gilsatal aus in einer gut einstündigen Wanderung zu erreichen ist. Der Kellerwaldsteig kreuzt die Gilsa zweimal, am Ortsrand von Densberg und nahe der Burgruine Schönstein. In Jesberg befindet sich direkt an der Gilsa ein Freizeitzentrum mit Campingplatz, Freibad und diversen Sportmöglichkeiten.